# SPARKLE COLLECTION
SPARKLE COLLECTION 是香港的一個文創品牌，於2014年由德國寶（香港）有限公司(German Pool (Hong Kong) Limited)執行董事陳嘉賢(Karen Chan)創辦。融入傳統東方美學文化與現代創新意念，中西合璧，產品包括旗袍、長衫、首飾。

## 品牌里程
- 香港品牌發展局 2019「香港新星品牌」大獎
- 香港認證中心「香港製造」標籤
- 「博物館系列」牡丹雅頌珍藏限量版長衫獲國家一級博物館中國絲綢博物館揀選為永久收藏品